# Klapekster
De klapekster of blauwe klauwier (Lanius excubitor) is een zangvogel ter grootte van een merel met een kenmerkende haaksnavel uit de familie der klauwieren. De wetenschappelijke naam van de soort werd in 1758 gepubliceerd door Carl Linnaeus. In Nederland een zeldzame broedvogel, die doortrekt en overwintert in kleine aantallen. Buiten het broedseizoen vrij gemakkelijk waar te nemen door het contrastrijke verenkleed en door de gewoonte op heidevelden vanuit toppen van boompjes en struiken naar prooi te loeren.

## Uiterlijke kenmerken
De klapekster is een vogel van ongeveer 24 cm. Het verenkleed is een mengsel van grijs, zwart en  wit. De bovenzijde van de kop, de bovenkop en het voorhoofd zijn grijs. Het gedeelte tussen het oog en de wortel van de snavel – de teugel genoemd – en doorlopend naar de oorstreek, is zwart met een witte wenkbrauwstreep. De haaksnavel is bruin-zwart.
Zowel de poten als de vleugels zijn zwart. Daarbij is de staart trapvormig en zwart met wit, maar de onderzijde wit. Voorts heeft de vogel een opvallende witte schoudervlek. Het vrouwtje heeft soms een dwarsgestreepte borst.
In de vlucht is de klapekster een kenmerkend zwart-wit-grijze vogel. Over de gespreide vleugel is dan een smalle witte streep te zien, evenals de witte stuit.
De vlucht zelf is sterk golvend, met een "zwieper naar (de) uitkijkpost. Een klapekster kan men soms zien bidden.
Jonge klapeksters zijn grijsbruin, met dwarsgestreepte onderzijde.

## Zang
De zang is een mengeling van onderdrukte scherpe en melodieuze geluiden, met 'tru' en 'kiehrr', maar hij imiteert ook.
'Tsjek-tsjek' is de lokroep en een kort 'èk-èk' de alarmroep.

## Gedrag
Klapeksters zitten vaak op een uitkijkpost. Daarbij is de staart voortdurend in beweging.
De vogels leven meestal solitair. In de winter kunnen ze een voedselterritorium bezetten waarbij zij agressief zijn.

## Biotoop
Klapeksters houden zich in de broedtijd graag op in heidevelden met opslag van grove den en berk. Plaatselijk kan die opslag vrij dicht en hoog zijn, maar open ruimtes ertussen of in de directe omgeving zijn essentieel. Zowel droge als vochtige heidegebieden worden als biotoop gekozen. Buiten Nederland broedt de soort ook in cultuurgebieden. Sluiters meldt als biotoop ook hoogveengebieden. Klapekster kunnen worden aangetroffen langs bosranden, op kaalslagen en op armelijke weidegronden met bosjes van doornstruiken.

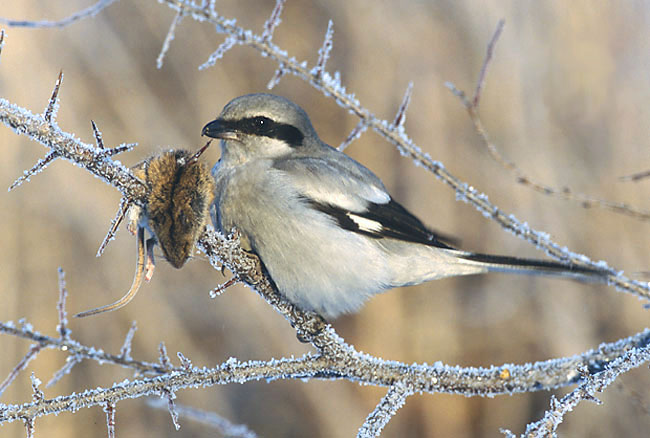
Klapekster bij opgeprikte prooi (muis)

## Voortplanting
Van half april tot juni wordt er gebroed. De broedduur is 15 dagen. Het vrouwtje broedt hoofdzakelijk en wordt door het mannetje gevoerd. Beide vogels verzorgen de jongen. Deze verlaten na 19 of 20 dagen het nest. Klapeksters broeden één keer per jaar. Het nest wordt gemaakt in open terrein met vrij uitzicht. Ook in naaldhout, appelbomen, doornstruiken, eiken e.d. Het nest is groot en stevig, en gemaakt van takjes, heide, plantenstengels, grassen en bladeren en het wordt gevoerd met wol, dierenhaar en veren. Gewoonlijk worden 5 tot 7 eieren gelegd, soms 8. De eieren hebben weinig glans. Ze zijn grijsachtig, geel of groen met bruine vlekken en vlekjes en grijze ondervlekken. Soms zijn ze kransvormig. De eieren zijn gemiddeld 26 x 19 mm groot.
Reeds in de herfst vinden de eerste baltshandelingen plaats. Later in de winter volgt dan paarvorming. De broedplaatsen worden vanaf half maart bezet. In de keuze daarvan zijn klapeksters "bijzonder traditioneel". Het territorium is 20 tot 100 ha. groot en wordt fel verdedigd. De klapekster is als broedvogel het best te lokaliseren in april. Dan wordt tijdens de balts het verenkleed zo opvallend mogelijk getoond, bijvoorbeeld door de staart te spreiden, met de vleugels te flapperen en door de borst- en rugveren uit te zetten. Beide geslachten zingen dan. Soms vliegt het mannetje schroevend boven de nestplaats omhoog. Hij onderbreekt dit door af en toe te bidden. Beide partners bouwen twee weken aan het nest. Nadat de jongen zijn uitgevlogen blijft de familie nog eens vier tot vijf weken op de broedplaats. Tijdens de broedtijd is de klapekster zeer schuw.

## Voedsel
Klapeksters eten kleine vogels, kleine zoogdieren, kikkers en hagedissen. De buit wordt vastgeklemd tussen takken, en soms opgeprikt.

## Verspreiding
Het broedgebied van de klapeksters ligt binnen Europa in Spanje, Portugal, Noord-Italië en Frankrijk (uitgezonderd Bretagne). Ze broeden ook van Oostenrijk, Hongarije en Roemenië noordelijk tot Zuid-Jutland, de landen rondom de Oostzee en de Finse Golf. Verder broeden ze in West- en Noord-Noorwegen tot 70º NB, in Noord-Finland en Noord-Rusland, oostelijk tot de Ob.
De verschillende ondersoorten zijn verspreid over Eurazië en Noord-Amerika.
Over de trek was tot een aantal jaren geleden niet veel bekend, maar dat is de laatste decennia veranderd.

### Voorkomen in Nederland en België
In Nederland en België is de klapekster een uiterst zeldzame broedvogel.  De broedvogels van Nederland zijn/waren waarschijnlijk stand- en zwerfvogels. De Nederlandse broedvogels bevinden zich aan de uiterste westrand van het uitgestrekte broedareaal. Terwijl het laatste broedgeval in Vlaanderen dateert van 1996 is in Wallonië een kleine populatie aan broeders.
De klapekster is in Nederland een doortrekker (van september tot in november en van eind februari tot half april) en wintergast in bescheiden aantallen. Ook in België is het een doortrekker en daarnaast zijn er ook een aantal wintergasten. Maximale doortrek vindt plaats in oktober. De winterpopulatie is in de periode december tot en met maart betrekkelijk stabiel. De aanwezige klapeksters zijn dan honkvast en kunnen vaak jaren achtereen in dezelfde winterterritoria worden aangetroffen. De klapeksters die in België en Noord-Frankrijk hebben overwinterd passeren in maart en april Nederland opnieuw. Soms blijft een enkele tot in mei hangen.
R.C. baron Snouckaert van Schauburg spreekt op een bijeenkomst van de Nederlandsche Ornithologische Vereeniging in 1901 uitgebreid over de klapekster. Hij haalt verschillende verwijzingen aan uit de literatuur uit de achttiende en negentiende eeuw, zoals Nederlandse vogelen van Nozeman en Sepp. Het algemene beeld was dat van een schaarse broedvogel in het oosten van het land.
In de eerste Atlas van de Nederlandse Broedvogels uit 1979 wordt een ernstige afname van het aantal broedende klapeksters geconstateerd en wordt de toestand voor de (broedende) klapekster in Nederland 'precair' genoemd. Er werden ongeveer 25 broedparen in Nederland vastgesteld: 2 of 3 in Drenthe, 4 of 5 in Twente, 5 tot 10 op de Veluwe en 5 tot 8 in Noord-Brabant.
In de Atlas van de Nederlandse vogels die acht jaar later verscheen wordt gemeld dat de overwinterende klapeksters in Nederland afkomstig zijn uit Zweden, waar de soort is toegenomen in de decennia voorafgaand aan de publicatie van de atlas, terwijl onze eigen broedvogels stand- en zwerfvogel zijn. Ook in deze atlas wordt met betrekking tot de soort als broedvogel de term 'precair' gebruikt. Wat betreft het aantal doortrekkers en overwinteraars wordt gemeld dat de aantallen van jaar tot jaar sterk kunnen fluctueren. Er lijkt sprake te zijn van een driejarige cyclus in de fluctuaties. Een verband met het verloop in de muizenpopulaties in het broedgebied wordt voor de hand liggend geacht.
De soort is in de winter vooral gebonden aan heide en duinen, met zwaartepunten in Drenthe en op de Veluwe. Daarbuiten wordt de klapekster alleen in de Flevopolders, rond Amsterdam en in de Biesbosch regelmatig waargenomen.
In de Atlas van 1987 wordt nog gezegd dat de aantallen doortrekkers en wintergasten in de loop van de jaren zeventig sterk afgenomen zijn. Tot ongeveer 1975/6 kwam de soort 's winters over geheel Nederland voor, waaronder veelvuldig in agrarisch cultuurland. Sindsdien heeft het voorkomen zich steeds meer beperkt tot heidegebieden in Oost- en Zuid-Nederland. Die achteruitgang kan niet zijn veroorzaakt door het afnemen van de Zweedse populatie, want die is toegenomen. Het vermoeden wordt uitgesproken dat de klapeksters uit Zweden in zachte winters hebben geleerd om te overwinteren in Zuid-Scandinavië, in plaats van in Nederland. Dat kan voordelen bieden bij het herbezetten van territoria in het broedgebied: de vogels zijn dan eerder aanwezig. In strenge winters treedt dan wel een grotere sterfte op. Mogelijk is dat weer ten gunste gekomen aan vogels die ver zuidwaarts vliegen.
Terwijl het broedbestand in 1987 werd geschat op 12 tot 18 paren, werden over de jaren 1978 tot 1983 's winters 250 tot 400 vogels gezien, en werden vele honderden passerende klapeksters waargenomen.
Bijlsma c.s. melden in de Avifauna van Nederland uit 2001 dat de klapekster vóór 1950 een schaarse broedvogel was (mogelijk enkele honderden broedparen) van uitgestrekte heidevelden en hoogvenen met wat struikgewas en her en der een boompje. Dergelijke landschappen waren te vinden in Drenthe en het zuidoosten van Friesland en in Overijssel, Gelderland, Noord-Brabant en Limburg, maar in de loop der jaren werden veel broedgebieden ontgonnen, waardoor de soort nog schaarser werd. De overgebleven gebieden werden ongeschikt door recreatie en spontane opslag van bos. In de periode 1989-1991 waren er hoogstens nog 40 exemplaren die broedden, waarschijnlijk minder, sindsdien is de trend dalend. Omdat het hier een uiterst zeldzame broedvogel betreft die feitelijk in Nederland op verdwijnen staat, heeft de klapekster de status ernstig bedreigd op de  Nederlandse rode lijst en ook zo op de Vlaamse rode lijst.
Buiten het broedseizoen is de klapekster regelmatig te zien. Het is een doortrekker en wintervogel in kleine, wisselende aantallen. Het aantal overwinteraars wordt geschat op 250 tot 400 vogels.

## Taxonomie en naamgeving
Er is geen consensus over het aantal soorten en ondersoorten van de klapekster. Op de IOC World Bird List is sinds 2017 de noordelijke klapekster (L. borealis)  afgesplitst van de klapekster uit Europa  (L. excubitor). De noordelijke klapekster komt voor in Noord-Azië en het noorden van Noord-Amerika en werd ook wel als een ondersoort beschouwd.
Op de IOC World Bird List van 2021 staan de volgende ondersoorten genoemd:
- L. e. excubitor: noordelijk, centraal en oostelijk Europa en noordwestelijk Siberië.
- L. e. homeyeri: zuidoostelijk Europa en zuidwestelijk Siberië.
- L. e. koenigi: Canarische eilanden
- L. e. algeriensis: kustzone noordwestelijk Afrika
- L. e. elegans: noordoostelijk Mauretanië en noordwestelijk Mali tot noordoostelijk Soedan, Egypte en zuidwestelijk Israël
- L. e. leucopygos: centraal en zuidelijk Mauretanië tot zuidelijk Tsjaad en centraal Soedan
- L. e. aucheri: Soedan tot Somalië, Arabisch schiereiland, zuidelijk Israël, Jordanië, Irak en zuidelijk Iran
- L. e. theresae: zuidelijk Libanon en noordelijk Israël
- L. e. buryi: Jemen
- L. e. uncinatus: Socotra
- L. e. lahtora (Aziatische klapekster): Pakistan, centraal India en zuidelijk Nepal en westelijk Bangladesh
- L. e. pallidirostris (Steppeklapekster): Iran tot noordelijk China

De klapekster werd in de tijd van Nozeman en Sepp, aan het eind van de achttiende eeuw, in Nederland de 'blaeuwe klaeuwier' genoemd.
Keulemans spreekt in 1869 van de 'gewone of grijze klauwier'.
Valkeniers, die de klapekster als 'verklikker' gebruikten bij het africhten van slechtvalken Falco peregrinus, noemden hem 'Handwerk' of 'Hangkwark'.
Een Westvlaamse naam voor de klapekster is 'schaapakster'.

## De klapekster in kunst en cultuur

Klapekster door Jos Zwarts.

De Nederlandsche vogelen van Nozeman en Sepp was aan het eind van de achttiende, en gedurende een groot deel van de negentiende eeuw het standaardwerk over Nederlandse vogels. Vooral om de afbeeldingen is het vijfdelige werk dat verscheen in de periode van 1770 tot 1829 nog steeds bekend. In deel 2 (1789) verscheen een gravure (met begeleidende tekst) over de 'blaeuwe klaeuwier' Lanius excubitor.
De Nederlandse kunstenaar John Gerrard Keulemans (1842-1912) heeft de klapekster afgebeeld in zijn boek Onze vogels in huis en tuin (deel 1, 1869).
Martin Brandsma (geboren in Wolvega in 1972) is een kunstenaar die zijn opleiding aan de Academie Minerva in 2012 cum laude voltooide. Hij is al jarenlang bezig met het observeren en registreren van klapeksters.
In zijn boek Identities heeft hij bijvoorbeeld een groot aantal door hem waargenomen klapeksters individueel afgebeeld, op een gestandaardiseerde manier. Het "cartograferen van de staartveren van de klapekster was onderwerp van zijn 'Black Code Project' in 2013 en 2014. Hij klom zelf in boomtoppen, zoals ook de klapekster doet ('Becoming', 2010) en hij volgde de gangen van de klapekster op het Europese continent middels ansichtkaarten ('kwieht', 2011). In 2014 presenteerde hij de performance-tentoonstelling 'Muotka' (Sami voor 'reis').
De schrijver Koos van Zomeren (geboren in Velp in 1946) heeft veel over vogels geschreven. In 2014 verscheen van hem Het verlangen naar klapekster. Het is een verslag ("journaal") van wandelingen in een aantal winters, waarin hij nauwkeurige waarnemingen aan klapeksters doet; meestal in de (wijde) omgeving van Arnhem.
De Nederlandse vogeltekenaar Jos Zwarts heeft verschillende afbeeldingen van de klapekster gemaakt.

## Galerij

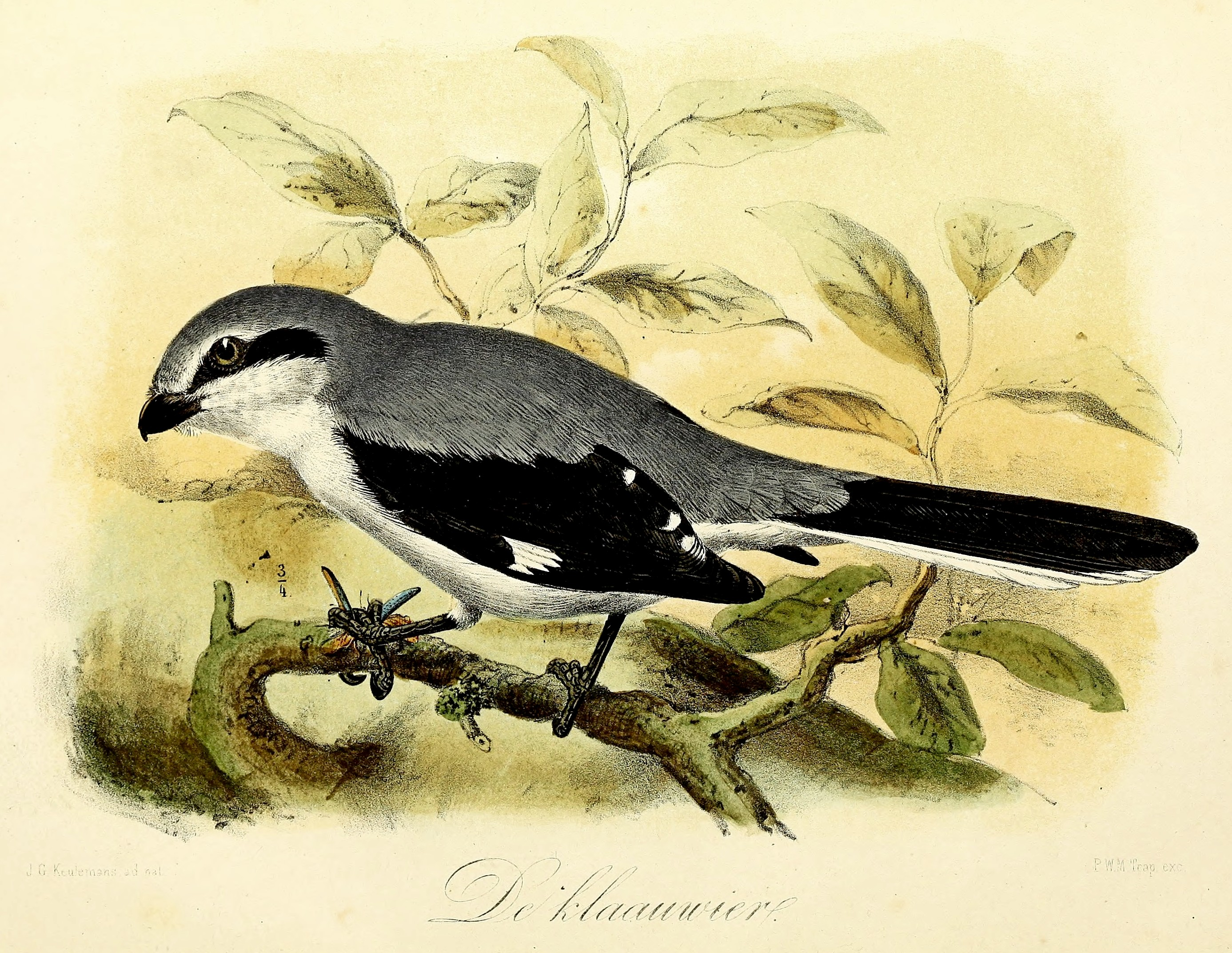
De Klaauwier (1869), John Gerrard Keulemans